# Swift County
Swift County is een county in de Amerikaanse staat Minnesota.
De county heeft een landoppervlakte van 1.926 km² en telt 11.956 inwoners (volkstelling 2000). De hoofdplaats is Benson.

## Bevolkingsontwikkeling

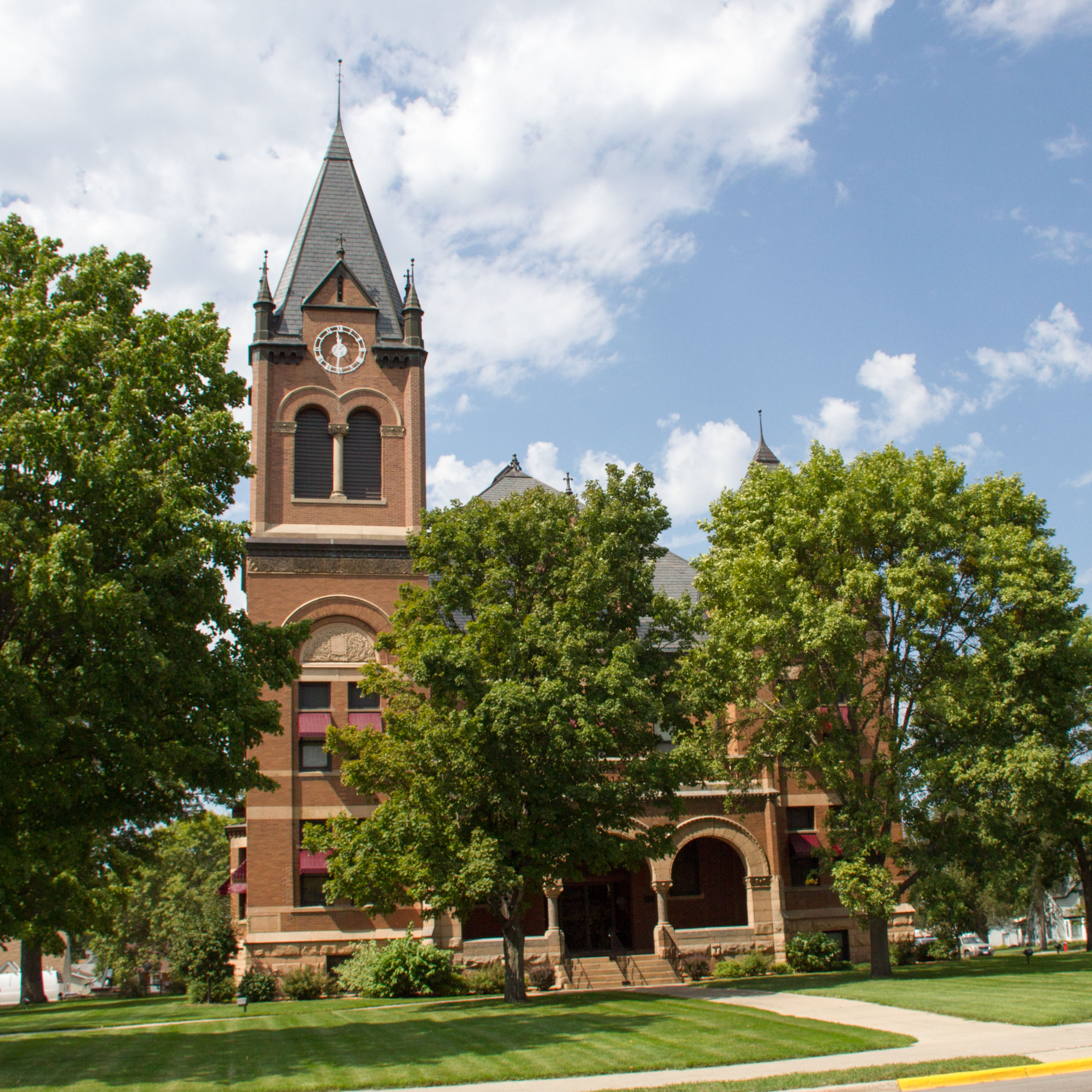
Swift County Courthouse